# Entecavir
Entecavir (ETV), vendido bajo el nombre comercial Baraclude, es un medicamento antiviral utilizado en el tratamiento de la infección por el virus de la hepatitis B (VHB). En aquellos con VIH/SIDA y VHB, también se deben usar medicamentos antirretrovirales. Entecavir se administra por vía oral como una tableta o solución.
Los efectos secundarios comunes incluyen dolor de cabeza, náuseas, niveles altos de azúcar en la sangre y disminución de la función renal. Los efectos secundarios graves incluyen agrandamiento del hígado, niveles altos de lactato en la sangre e inflamación del hígado si se suspende el medicamento. Si bien no parece haber daño por el uso durante el embarazo, este uso no ha sido bien estudiado. Entecavir se encuentra en la familia de medicamentos de los inhibidores de la transcriptasa inversa análogos de los nucleósidos (INIT). Evita que el virus de la hepatitis B se multiplique al bloquear la transcriptasa inversa.
Entecavir fue aprobado para uso médico en 2005.  Está en la Lista de medicamentos esenciales de la Organización Mundial de la Salud, los medicamentos más efectivos y seguros que se necesitan en un sistema de salud. En los Estados Unidos para el año 2015 no está disponible como medicamento genérico. El precio al por mayor es de aproximadamente US$392 para un suministro mensual típico para el año 2016 en los Estados Unidos.

## Usos médicos
Entecavir se usa principalmente para tratar la infección crónica por hepatitis B en adultos y niños mayores de 2 años con replicación viral activa y evidencia de enfermedad activa con aumentos en las enzimas hepáticas. También se usa para prevenir la reinfección del VHB después del trasplante de hígado y para tratar a pacientes con VIH infectados con el VHB.  Entecavir es débilmente activo contra el VIH, pero no se recomienda su uso en pacientes coinfectados con VIH-VHB sin un régimen anti-VIH completamente supresivo ya que puede seleccionar resistencia a lamivudina y emtricitabina en el VIH.
La eficacia de entecavir se ha estudiado en varios ensayos aleatorios, doble ciego y multicéntricos. El entecavir por vía oral es un tratamiento eficaz y generalmente bien tolerado.

### Embarazo y lactancia
Se considera perteneciente a la categoría C de embarazo en los Estados Unidos, y actualmente no existen estudios adecuados y bien controlados en mujeres embarazadas.

## Efectos secundarios
La mayoría de las personas que usan entecavir tienen poco o ningún efecto secundario. Los efectos secundarios más comunes incluyen dolor de cabeza, fatiga, mareos y náuseas. Los efectos menos comunes incluyen problemas para dormir y síntomas gastrointestinales como estómago agrio, diarrea y vómitos.
Los efectos secundarios graves del entecavir incluyen acidosis láctica, problemas hepáticos, agrandamiento del hígado y grasa en el hígado.
Las pruebas de laboratorio pueden mostrar un aumento de la alanina transaminasa (ALT/GPT), hematuria, glucosuria y un aumento de la lipasa. Se recomienda la monitorización periódica de la función hepática y hematología.  

## Mecanismo de acción
Entecavir es un análogo de nucleósido, o más específicamente, un análogo de desoxiguanosina que pertenece a una clase de nucleósidos carbocíclicos e inhibe la transcripción inversa, la replicación del ADN y la transcripción en el proceso de replicación viral. Otros análogos de nucleósidos y nucleótidos incluyen lamivudina, telbivudina, adefovir dipivoxil y tenofovir. 
Entecavir reduce la cantidad de VHB en la sangre al reducir su capacidad para multiplicarse e infectar nuevas células.

## Administración
Entecavir se toma por vía oral como una tableta o solución. Las dosis se basan en el peso de la persona. La solución se recomienda para niños mayores de 2 años que pesen hasta 30 kg. Entecavir se recomienda con el estómago vacío al menos 2 horas antes o después de una comida, generalmente a la misma hora todos los días. No se utiliza en niños menores de 2 años. Los ajustes de dosis también se recomiendan para personas con función renal disminuida.

## Historia
- 1992: SQ-34676 en Squibb como parte del programa anti virus herpes[17]
- 1997: BMS 200475 desarrollado en el instituto de investigación farmacéutica BMS como un análogo de nucleósido antiviral. Actividad demostrada contra el VHB, VHS-1, VHCM y VVZ en líneas celulares y poca o ninguna actividad contra el VIH o la influenza[18]
- La actividad superior observada contra el VHB impulsó la investigación hacia BMS 200475, sus análogos de base y su enantiómero contra el VHB en la línea celular HepG2.2.15[18]
- Comparación con otros NA, lo comprobaron como un inhibidor potente más selectivo del VHB en virtud de ser un NA de la guanina[19]
- 1998: La inhibición de las polimerasas hepadnavirales se demostró in vitro en comparación con una serie de AN-TP[20]
- Los estudios metabólicos mostraron una fosforilación más eficiente a la forma activa del trifosfato[21]
- Tratamiento de 3 años en un modelo de marmota de CHB. Eficacia antiviral sostenida y vida útil prolongada sin aparición detectable de resistencia[22]
- Eficacia # replicación del VHB resistente a LVD in vitro[23]
- Actividad superior en comparación con LVD in vivo para pacientes con HBeAg+ y HBeAg−[24][25]
- Eficacia en pacientes con CHB refractaria a LVD[26]
- Entecavir fue aprobado por la FDA de los Estados Unidos en marzo de 2005.

### Información de la patente
Bristol-Myers Squibb era el titular de la patente original de Baraclude, la marca comercial de entecavir en los EE.UU. Y Canadá. La caducidad de la patente de medicamentos para Baraclude fue en 2015. El 26 de agosto de 2014, Teva Pharmaceuticals USA obtuvo la aprobación de la FDA para equivalentes genéricos de Baraclude en comprimidos de 0,5 mg y 1 mg; Hetero Labs recibió dicha aprobación el 21 de agosto de 2015; y Aurobindo Pharma el 26 de agosto de 2015.